# Actinote pallasia
Actinote pallasia är en fjärilsart som beskrevs av Charles Oberthür 1917. Actinote pallasia ingår i släktet Actinote och familjen praktfjärilar. Inga underarter finns listade i Catalogue of Life.